# WASP-6
WASP-6 ist ein Stern mit einer scheinbaren visuellen Helligkeit von rund 12 mag im Sternbild Aquarius. Er wird von einem Transitplaneten umrundet.

## Planetarer Begleiter
WASP-6 b ist ein Exoplanet mit einer Masse von ca. 0,5 Jupitermassen und einer Umlaufperiode von 3,36 Tagen. Der Begleiter wurde mit Hilfe der Transitmethode entdeckt durch Analyse von Beobachtungsdaten die zwischen dem 7. Mai und dem 12. November 2006 sowie zwischen dem 5. Juli und dem 13. November 2007 im Rahmen des SuperWASP-Programms gewonnen wurden, wobei Daten zu insgesamt 18 Transits vorlagen. Der Radius des Begleiters beträgt 1,2 Jupiterradien. Die große Halbachse des Orbits misst 0,04 Astronomischen Einheiten, seine Exzentrizität beträgt 0,05, die Inklination 88°.